# Emanuel Feuermann
Emanuel Feuermann (Galitzia, 22 de noviembre de 1902  - Nueva York, 25 de mayo de 1942) fue un violonchelista austriaco.

## Biografía
Nacido en una familia judía, debió huir de Europa ante el auge del nazismo. 
Niño prodigio, estaba considerado el mejor virtuoso de su tiempo por su musicalidad, perfección técnica y audacia, y por ello se le comparaba con el violinista Jascha Heifetz, con quien tocó a menudo música de cámara. 
Actuó junto al director Eugene Ormandy.

## Fallecimiento
Murió prematuramente durante el curso de una intervención quirúrgica.
- Datos: Q112171
- Multimedia: Emanuel Feuermann / Q112171